# Velociraptor
Velociraptor (em português, Velociraptor ou Velocirraptor), é um gênero de dinossauros terópodes que viveram aproximadamente há 84 e 85 milhões de anos, durante a última parte do período Cretáceo. Duas espécies são reconhecidas atualmente, embora outras tenham sido atribuídas no passado. A espécie-tipo é V. Mongoliensis; fósseis desta espécie foram descobertos na Mongólia. A segunda espécie, V. Osmolskae, foi nomeada em 2008 a partir do crânio encontrado na Mongólia Interior, China.
Menor do que outros dromaeossaurídeos como os Deinonychus e Achillobator, o Velociraptor, no entanto, compartilhou muitas das mesmas características anatômicas. Era um carnívoro bípede, emplumado com uma longa cauda e uma garra em forma de foice em cada pata traseira, que é pensado para ser usado para combater a presa. Velociraptor pode ser distinguido de outros dromaeossaurídeos por seu crânio longo e baixo, com um nariz voltado para cima.
Velociraptor (comumente abreviado para "raptor") é um dos gêneros de dinossauros mais conhecidos do público em geral, devido ao seu papel de destaque na série de filmes Jurassic Park. Nos filmes foi mostrado com irregularidades anatômicas, sendo muito maior do que era na realidade e sem penas. Algumas dessas imprecisões, junto com a maior cúpula da cabeça nos filmes pode sugerir que os dinossauros dos filmes foram realmente modelados sobre o Deinonychus. Velociraptor também é bem conhecido por paleontólogos, com mais de uma dúzia de esqueletos fósseis descritos, mais do que qualquer outro dromeossaurídeo. Há um espécime particularmente famoso preservado de um Velociraptor travando combate com um Protoceratops.

## Descrição

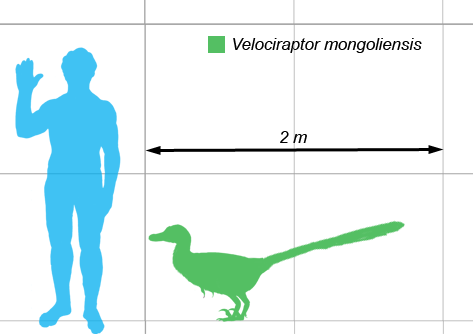
V. mongoliensis em comparação de tamanho com um ser humano.

Velociraptor era um dromeossaurídeo de médio porte, com adultos medindo até 2 m de comprimento, 0,6 m de altura no quadril, e pesando até 15 kg. O crânio, que cresce até 23 cm de comprimento é curvo, côncavo sobre a superfície superior e convexo na parte inferior. As mandíbulas têm 26 a 28 dentes amplamente espaçados em cada lado, cada um mais fortemente serrilhado na extremidade traseira que a parte dianteira.
Velociraptor, como outros dromaeossaurídeos, tinha grandes mãos com três garras fortemente curvas, que são semelhantes e flexíveis aos ossos das asas dos pássaros modernos. O segundo dedo era o mais longo dos seus três dedos, enquanto que o primeiro era o mais curto. A estrutura do carpo (pulso) com ossos impedindo a pronação do punho forçou as 'mãos', a ter um superfície palmar virada para dentro (medial), e não para baixo. O primeiro dedo do pé, como em outros terópodes, era uma pequena garra de orvalho. No entanto, a maioria dos terópodes tinha pés com três dedos em contato com o solo, o Velociraptor caminhava com apenas o terceiro e o quarto. O segundo dedo, pelo qual o Velociraptor é o mais famoso, era altamente modificado e mantido recolhido do chão. Tinha uma relativamente grande garra, em forma de foice, típico dos dinossauros dromaeossaurídeos e troodontídeos. Esta garra alongada, que podia chegar a mais de 15 cm de comprimento em torno de sua borda externa, foi provavelmente um dispositivo predatório usado para rasgar a presa, possivelmente oferecendo um golpe fatal.

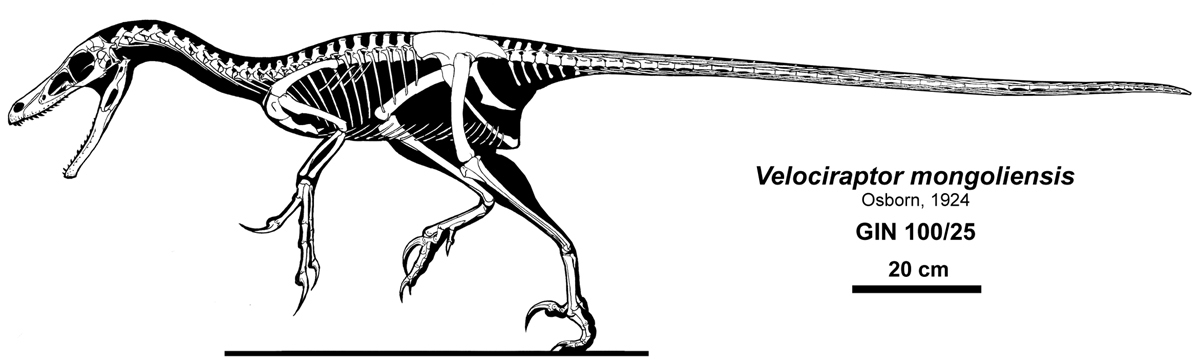
Reconstrução do esqueleto.

Como em outros dromaeossaurídeos, a cauda do Velociraptor tinha projeções ósseas longas (prezygapophyses) sobre a superfície superior das vértebras, assim como tendões ossificados embaixo. As projeções ósseas começam na décima vértebra da cauda e a frontal alargada para a 4-10 vértebras adicionais, dependendo da posição na cauda. Estes foram pensados para endurecer completamente a cauda, forçando a cauda a atuar como uma haste. No entanto, pelo menos um espécime preservado com a cauda intacta tinha as vértebras encurvadas em uma forma de S, o que sugere que houve muito mais flexibilidade horizontal do que se pensava.
Em 2007, paleontólogos anunciaram a descoberta de botões de penas em um Velociraptor mongoliensis no antebraço bem preservado na Mongólia, confirmando a presença de penas na espécie.

### Penas

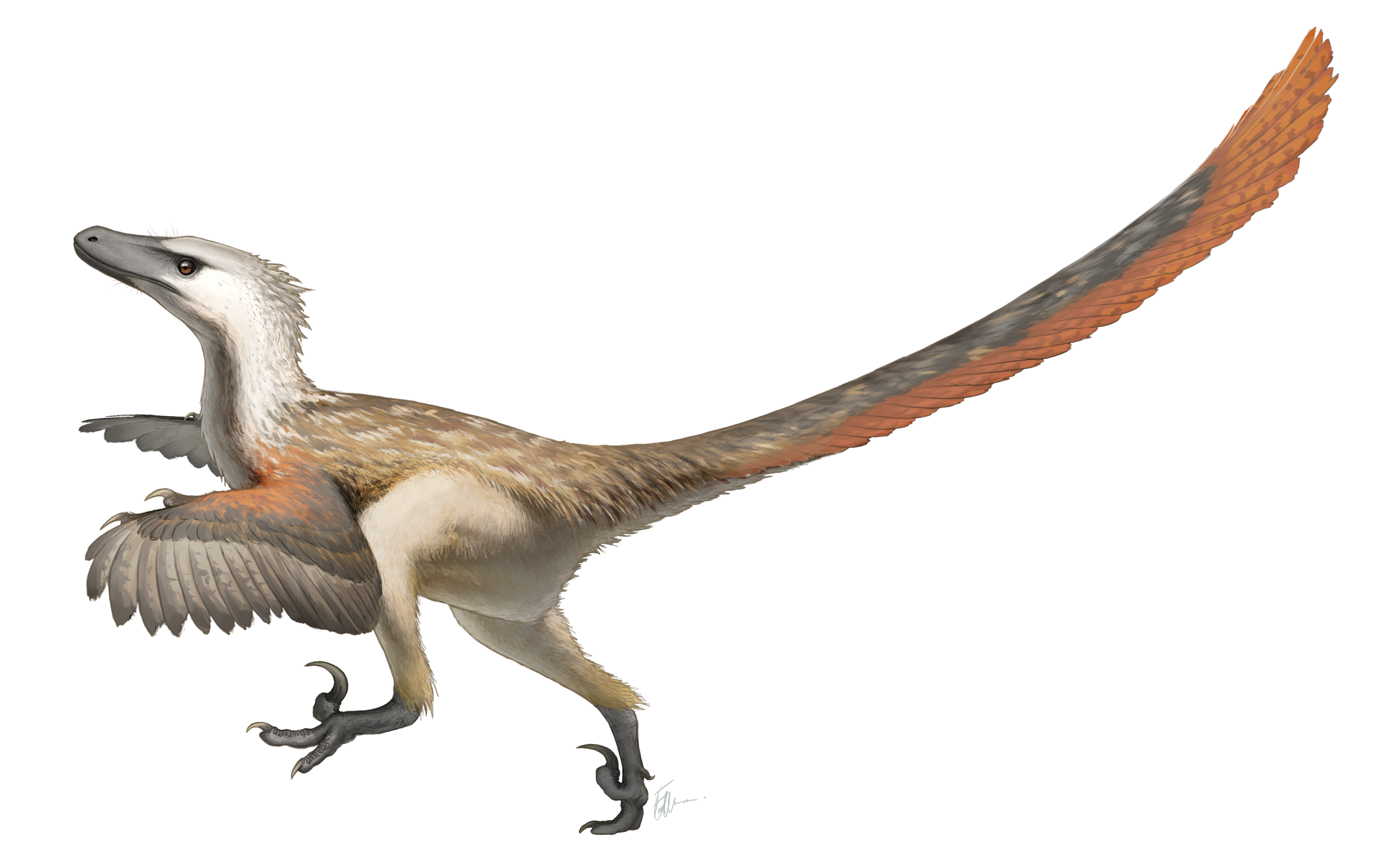
Velociraptor mongoliensis reconstrução com grandes penas das asas, como evidenciado pelos botões de penas no fóssil.

Fósseis de dromaeossaurídeos mais primitivos do que o Velociraptor são conhecidos por ter tido penas cobrindo seus corpos e asas totalmente desenvolvidas de penas. O fato de que os ancestrais do Velociraptor tinham penas e possivelmente capazes de voar, por muito tempo sugeriu aos paleontólogos que as penas do Velociraptor, bem como, mesmo das aves que não voam hoje, mas mantém a maioria de suas penas. Em setembro de 2007, os pesquisadores descobriram botões de pena no antebraço de um Velociraptor encontrado na Mongólia. Esses desníveis de aves em ossos da asa mostram onde tinham penas, e sua presença em um Velociraptor indica que ele também tinham penas. De acordo com o paleontólogo Alan Turner,
A falta de botões de penas não significa necessariamente que um dinossauro não tinha penas. Encontrar botões de penas em um Velociraptor, porém, significa que ele definitivamente tinha penas. Isso é algo que tinha suspeitado por muito tempo, mas ninguém tinha sido capaz de provar.
Co-autor Mark Norell, curador-em-carga de fósseis de répteis, anfíbios e aves do Museu Americano de História Natural, também opinou sobre a descoberta, dizendo:
Quanto mais aprendemos sobre esses animais mais descobrimos que basicamente não há diferença entre aves e seus ancestrais dinossauros estreitamente relacionados como o Velociraptor. Ambos têm fúrcula, chocam seus ninhos, possuem ossos ocos e eram cobertos de penas. Se os animais como o Velociraptor estivessem vivos hoje a nossa primeira impressão seria a de que eles eram apenas pássaros muito incomuns.
De acordo com Turner e co-autores Norell e Peter Makovicky, botões de penas não são encontrados em todas as aves pré-históricas, e sua ausência não significa que o animal não tinha penas - flamingos, por exemplo, não têm botões de penas. No entanto, sua presença confirma que o Velociraptor trazia nas asas penas do estilo moderno, com uma raque e palhetas formados por farpas. A amostra do antebraço em que foram encontrados os botões de penas (número do espécime IGM 100/981) representa um animal de 1.5 m de comprimento e 15 kg de peso. Com base no espaçamento dos seis botões preservados neste espécime, os autores sugeriram que o Velociraptor trazia 14 secundários (penas das asas decorrentes do antebraço), em comparação com 12 ou mais no Archaeopteryx, 18 no Microraptor, e 10 no Rahonavis. Este tipo de variações no número de penas da asa entre espécies intimamente relacionadas, os autores afirmaram, é de esperar, dada a variação semelhante entre as aves modernas.
Turner e seus colegas interpretaram a presença de penas no Velociraptor como prova contra a ideia de que os maiores, maniraptores que não voam perderam suas penas secundariamente devido ao maior tamanho do corpo. Além disso, eles observaram que os botões de penas quase nunca são encontrados em espécies de aves que não voam hoje, e que sua presença no Velociraptor (presume-se que não voava devido ao seu tamanho relativamente grande e membros dianteiros curtos) é uma evidência de que os ancestrais dos dromaeossaurídeos podiam voar, tornando o Velociraptor e outros grandes membros desta família secundariamente que não voam, embora fosse possível, as grandes penas das asas inferidos nos ancestrais do Velociraptor tinham um propósito que não seria o voo. As penas do Velociraptor que não voa pode ter sido usada para exibição, para cobrir seus ninhos quando estava chocando, ou para a velocidade e impulso em encostas inclinadas.

## História da descoberta

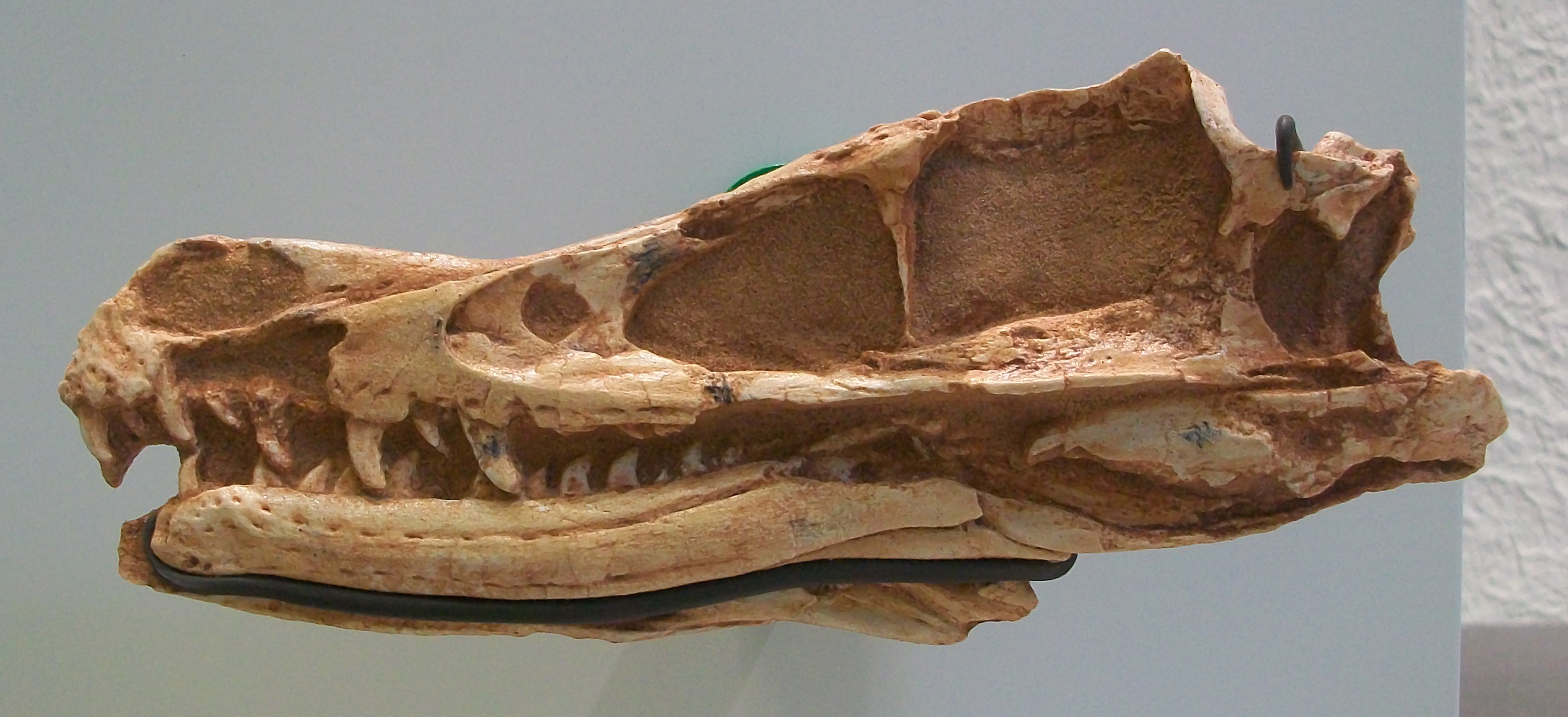
O crânio do Velociraptor mongoliensis em exposição no Museu Americano de História Natural.

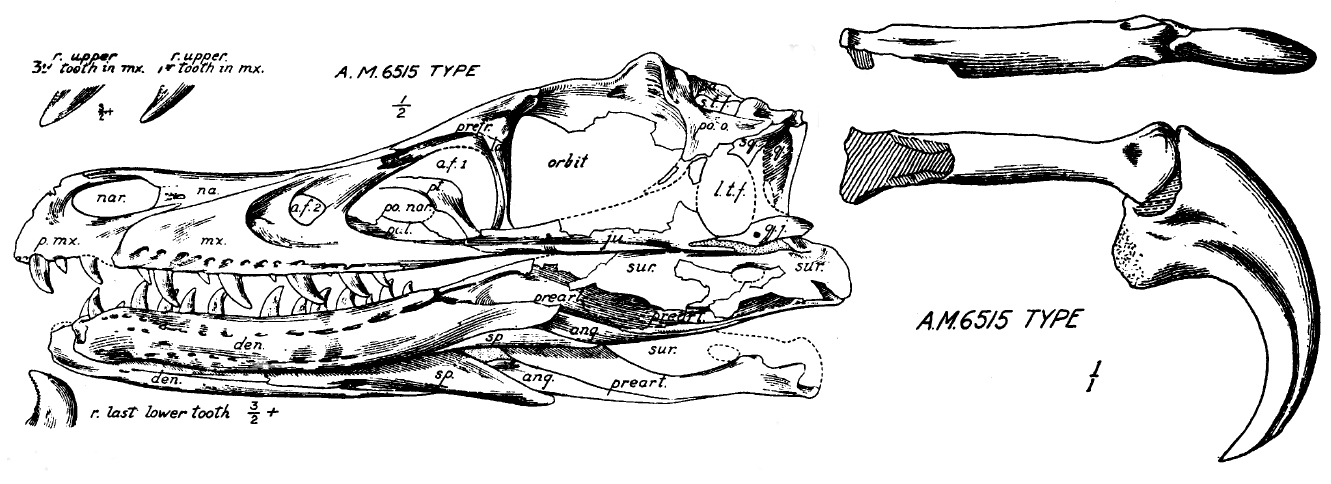
Desenho do crânio e da garra de Henry Fairfield Osborn de 1924.

Durante uma expedição ao deserto de Gobi na Mongólia organizada pelo Museu Americano de História Natural, em 11 de agosto de 1923 Peter Kaisen recuperou o primeiro fóssil de Velociraptor conhecido pela ciência: um crânio esmagado, mas completo, com uma das garras do segundo dedo do pé (AMNH 6515). Em 1924, o presidente do museu Henry Fairfield Osborn designou o crânio e a garra (que ele presumiu vir da mão) como espécime-tipo do seu novo gênero, Velociraptor. Este nome é derivado das palavras em latim velox ('rápido') e raptor ('ladrão' ou 'saqueador') e refere-se ao animal da natureza cursória e dieta carnívora. Osborn nomeou a espécie-tipo de V. mongoliensis em relação com o país de origem. No início desse ano, Osborn havia mencionado o animal em um artigo de imprensa popular, sob o nome "Ovoraptor djadochtari" (para não ser confundido com o Oviraptor de nome semelhante). No entanto, porque o nome de "Ovoraptor" não foi publicado em uma revista científica ou acompanhado de uma descrição formal, ele é considerado um nomen nudum ('nome nu'), e o nome Velociraptor mantém prioridade.
Enquanto as equipes da América do Norte foram expulsas da Mongólia comunista durante a Guerra Fria, as expedições de cientistas soviéticos e poloneses, em colaboração com colegas da Mongólia, recuperaram mais alguns exemplares de Velociraptor. A parte mais famosa dos lendários "Luta de Dinossauros" é a amostra (GIN 100/25), descobertos por uma equipe mongol-polonesa em 1971. Este fóssil preservado foi o único Velociraptor encontrado no meio de uma batalha contra um solitário Protoceratops. Este espécime é considerado um tesouro nacional da Mongólia, e em 2000, foi emprestado para o Museu Americano de História Natural, em Nova Iorque para uma exposição temporária.
Entre 1988 e 1990, uma equipe sino-canadense, em conjunto, descobriram um Velociraptor permanecente ao norte da China. Cientistas americanos em conjunto com uma expedição mongol-americano, voltaram à Mongólia em 1990, ao deserto de Gobi, liderado pelo Museu Americano de História Natural e a Academia de Ciências da Mongólia, e descobriram vários esqueletos bem preservados. Um desses espécimes, IGM 100/980, foi apelidado de "Ichabodcraniosaurus" pela equipe de Norell porque a amostra quase completa foi encontrada sem o crânio (uma alusão ao personagem de Washington Irving Ichabod Crane). Este espécime pode pertencer ao Velociraptor mongoliensis, mas Norell e Makovicky concluíram que não era completo o suficiente para dizer com certeza, e aguarda uma descrição formal.
Maxilar e um lacrimal (os principais ossos do suporte da mandíbula superior e dos dentes, e o osso que forma a margem anterior da cavidade ocular, respectivamente) recuperados em 1999 nas expedições de dinossauros sino-belga foram encontrados pertencem ao Velociraptor, mas não da espécie-tipo V. mongoliensis. Pascal Godefroit e colegas nomearam estes ossos de V. osmolskae (em relação ao paleontólogo polonês Halszka Osmólska) em 2008.

## Procedência
Todos os espécimes conhecidos do Velociraptor mongoliensis foram descobertos na Formação Djadochta (também escrito como Djadokhta), na província Ömnögovĭ, da Mongólia. Espécies de Velociraptor também foram relatados na Formação Barun Goyot, ainda que estes sejam indeterminados e possam pertencer a um gênero relacionado em seu lugar. Essas formações geológicas são estimadas por volta do Campaniano (entre 83 a 70 milhões de anos atrás) do Cretáceo Superior.
V. mongoliensis foi encontrado em muitas das mais famosas localidades prolíficos do Djadochta. O espécime foi descoberto no local Flaming Cliffs (também conhecido como Bayn Dzak e Shabarakh Usu), enquanto a "Luta de Dinossauros" foram encontrados na localidade de Tugrig (também conhecido como Tugrugeen Shireh). A localidade de Barun Goyot também conhecida como Khulsan e Khermeen Tsav forneceram igualmente restos que podem pertencer ao Velociraptor ou a um gênero semelhante. Dentes e restos parciais atribuídos ao V. mongoliensis jovem também foram relatados a partir da Formação Bayan Mandahu, um local prolífico na Mongólia Interior, China, que é contemporânea com a Formação Djadochta. No entanto, estes fósseis não estavam preparados ou não foram estudados a partir de 2008. Um crânio adulto parcial da Formação Bayan Mandahu foi atribuído a uma espécie distinta, ao Velociraptor osmolskae.

### Paleoecologia

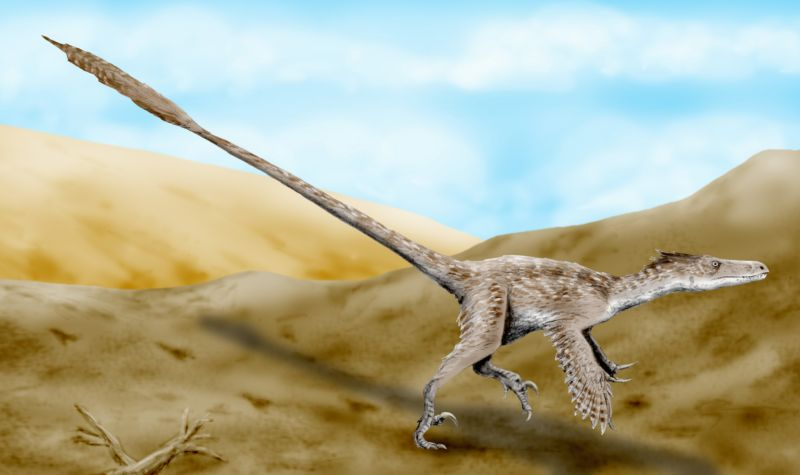
Ilustração do V. mongoliensis

Todos os locais de fósseis que foram encontrados Velociraptor's continuam conservados em um ambiente árido, com campos de dunas de areia e apenas córregos intermitentes, embora o mais novo ambiente Barun Goyot pareça ter sido um pouco mais úmido do que o Djadochta mais velho. A postura de alguns fósseis completos, bem como o modo de preservação na maioria das mostras dentro dos depósitos de arenito sem estrutura, pode mostrar que um certo número de espécimes foram enterrados vivos durante os eventos de tempestade de areia comuns nos três ambientes.
Muitos dos mesmos gêneros estavam presentes em todas essas formações, embora variem em nível de espécie. Por exemplo, o Djadochta era habitado por Velociraptor mongoliensis, Protoceratops andrewsi e Pinacosaurus grangeri, enquanto o Bayan Mandahu abrigava Velociraptor osmolskae, Protoceratops hellenikorhinus e Pinacosaurus mephistocephalus. Estas diferenças na composição de espécies pode ser devido a uma barreira natural que separa as duas formações, que estão relativamente perto um do outro geograficamente. No entanto, dada a inexistência de qualquer barreira conhecida faria com que as composições da fauna específicas encontradas nestas áreas, seja mais provável que essas diferenças indiquem uma ligeira diferença de tempo.
Outros dinossauros conhecidos da mesma localidade do V. mongoliensis incluem o troodontídeo Saurornithoides mongoliensis, oviraptorídeo Oviraptor philoceratops e o dromeossaurídeo Mahakala omnogovae. V. osmolskae viveram juntamente com as espécies de ceratópsio Magnirostris dodsoni, bem como o oviraptorídeo Machairasaurus leptonychus e o dromeossaurídeo Linheraptor exquisitus.

## Classificação

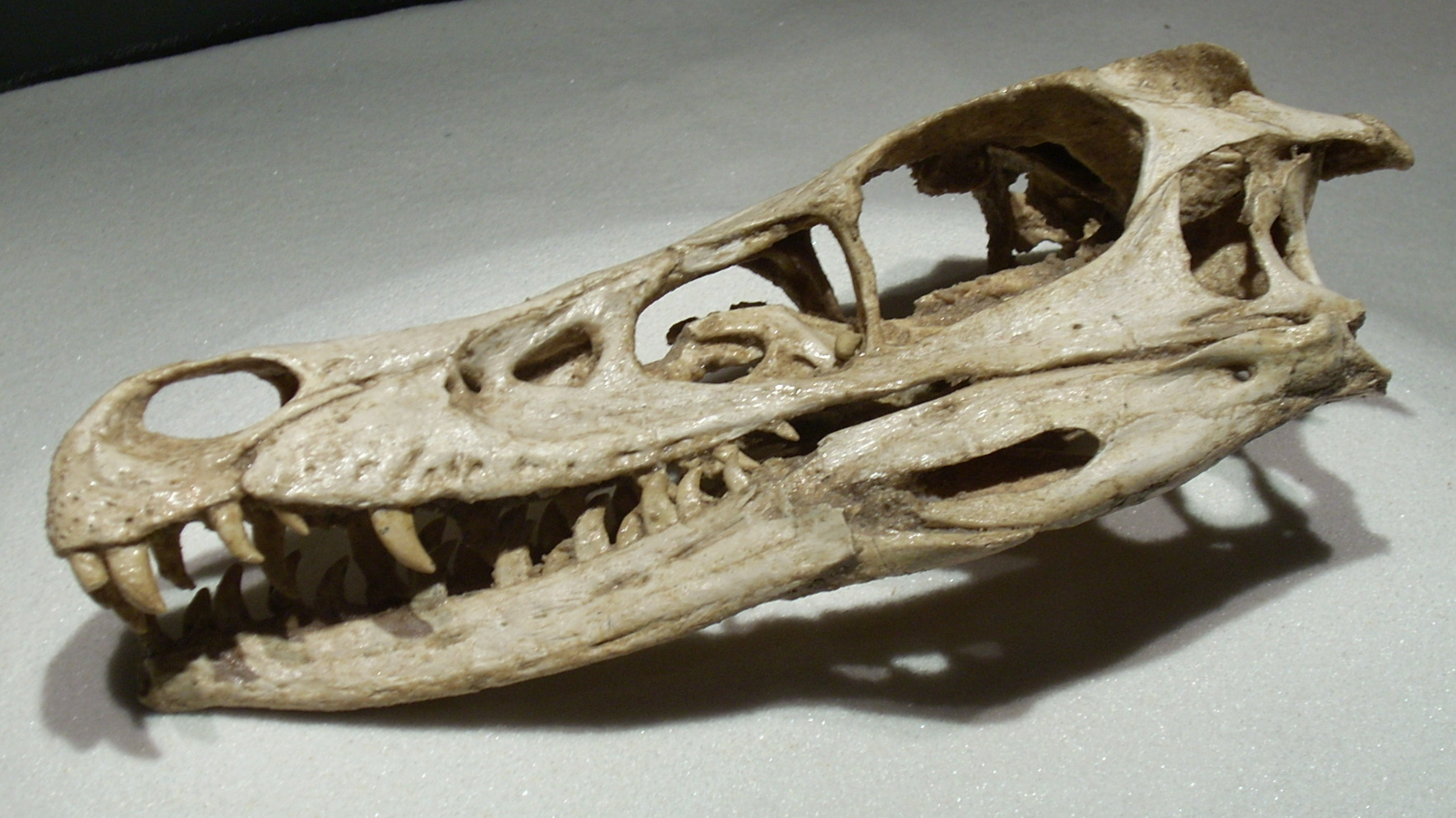
Crânio não descrito bem preservado encontrado na Mongólia.

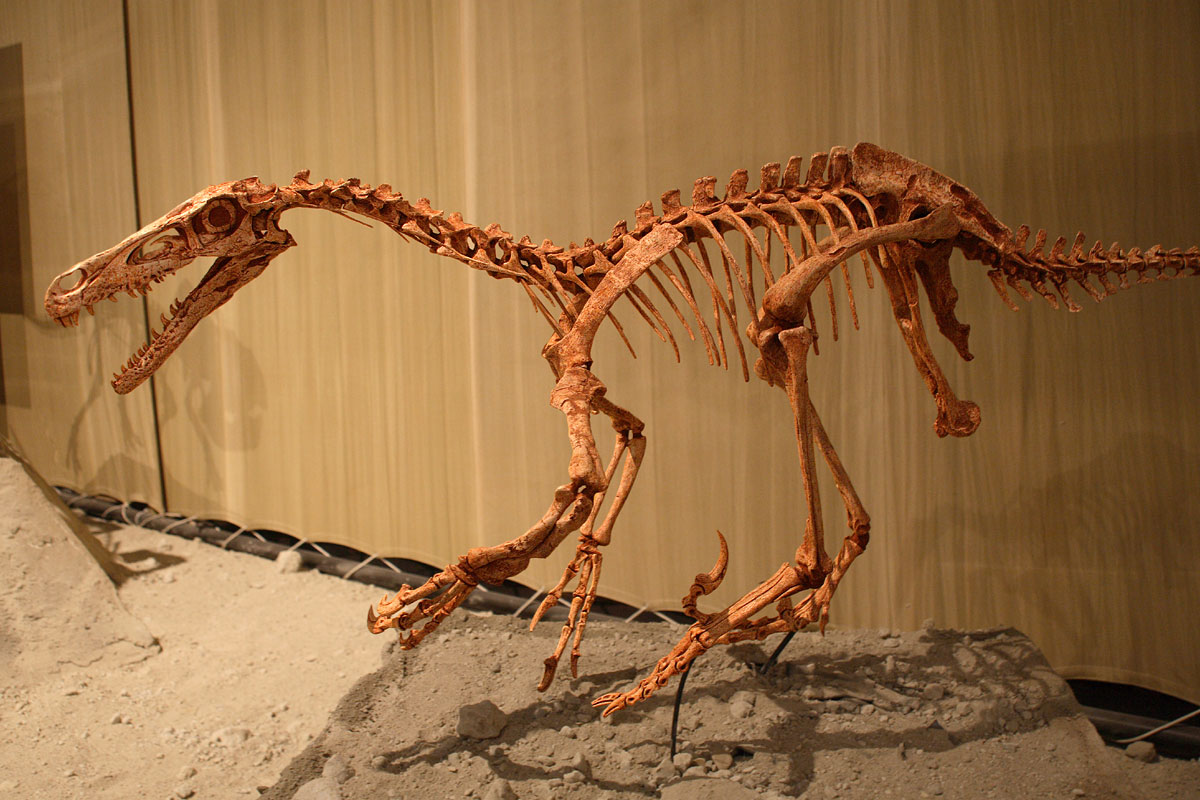
Esqueleto restaurado em exposição no Japão.

Velociraptor é um membro da subfamília Velociraptorinae, um sub-grupo derivado da grande família dos Dromaeosauridae. Em taxonomia filogenética, Velociraptorinae é geralmente definido como "todas os Dromaeosaurus mais estreitamente relacionadas com o Velociraptor do que os Dromaeosaurus". Classificação dos dromaeossaurídeos é altamente variável. Originalmente, a subfamília Velociraptorinae foi construída exclusivamente para conter os Velociraptor's. Outras análises incluíram outros gêneros, os Deinonychus e Saurornitholestes. A recente análise cladística indicou um Velociraptorinae contendo os monofiléticos Velociraptor, Deinonychus, Tsaagan e um Saurornitholestes intimamente relacionados (mas com incerteza no posicionado).
No passado, outras espécies, incluindo os dromaeossaurídeos Deinonychus antirrhopus e o Saurornitholestes langstoni, algumas vezes foram classificados no gênero Velociraptor. Como Velociraptor foi o primeiro a ser identificado, estas espécies foram renomeadas Velociraptor antirrhopus e V. langstoni. No entanto, as únicas espécies atualmente reconhecidas de Velociraptor são V. mongoliensis e V. osmolskae.
Quando foi primeiro descrito em 1924, Velociraptor foi colocado na família Megalosauridae, como foi o caso com a maioria dos dinossauros carnívoros na época (Megalosauridae, como Megalosaurus, funcionou como um tipo de grupo taxonômico, onde muitas espécies diferentes foram agrupadas). Conforme descobertas de dinossauros se multiplicaram, Velociraptor foi mais tarde reconhecido como um dromeossaurídeo. Todos os dromaeossaurídeos também foram encaminhados à família Archaeopterygidae por pelo menos um autor (o que, de fato, fez com que o Velociraptor seja uma ave que não voa).
O cladograma abaixo segue uma análise de 2009 de Longrich e Currie.
|  | Saurornitholestes |
|  |                   |
|  | Atrociraptor      |
|  |                   |
|  | Bambiraptor       |
|  |                   |

|  | Velociraptor |
|  |              |
|  | Itemirus     |
|  |              |

|  | Adasaurus |
|  |           |
|  | Tsaagan   |
|  |           |

|  | Velociraptor |
|  |              |
|  | Itemirus     |
|  |              |

|  | Adasaurus |
|  |           |
|  | Tsaagan   |
|  |           |

|  | Dromaeosaurus |
|  |               |
|  | Utahraptor    |
|  |               |
|  | Achillobator  |
|  |               |

|  | Velociraptor |
|  |              |
|  | Itemirus     |
|  |              |

|  | Adasaurus |
|  |           |
|  | Tsaagan   |
|  |           |

|  | Velociraptor |
|  |              |
|  | Itemirus     |
|  |              |

|  | Adasaurus |
|  |           |
|  | Tsaagan   |
|  |           |

|  | Dromaeosaurus |
|  |               |
|  | Utahraptor    |
|  |               |
|  | Achillobator  |
|  |               |

|  | Velociraptor |
|  |              |
|  | Itemirus     |
|  |              |

|  | Adasaurus |
|  |           |
|  | Tsaagan   |
|  |           |

|  | Velociraptor |
|  |              |
|  | Itemirus     |
|  |              |

|  | Adasaurus |
|  |           |
|  | Tsaagan   |
|  |           |

|  | Dromaeosaurus |
|  |               |
|  | Utahraptor    |
|  |               |
|  | Achillobator  |
|  |               |

|  | Velociraptor |
|  |              |
|  | Itemirus     |
|  |              |

|  | Adasaurus |
|  |           |
|  | Tsaagan   |
|  |           |

|  | Velociraptor |
|  |              |
|  | Itemirus     |
|  |              |

|  | Adasaurus |
|  |           |
|  | Tsaagan   |
|  |           |

|  | Dromaeosaurus |
|  |               |
|  | Utahraptor    |
|  |               |
|  | Achillobator  |
|  |               |

|  | Saurornitholestes |
|  |                   |
|  | Atrociraptor      |
|  |                   |
|  | Bambiraptor       |
|  |                   |

|  | Velociraptor |
|  |              |
|  | Itemirus     |
|  |              |

|  | Adasaurus |
|  |           |
|  | Tsaagan   |
|  |           |

|  | Velociraptor |
|  |              |
|  | Itemirus     |
|  |              |

|  | Adasaurus |
|  |           |
|  | Tsaagan   |
|  |           |

|  | Dromaeosaurus |
|  |               |
|  | Utahraptor    |
|  |               |
|  | Achillobator  |
|  |               |

|  | Velociraptor |
|  |              |
|  | Itemirus     |
|  |              |

|  | Adasaurus |
|  |           |
|  | Tsaagan   |
|  |           |

|  | Velociraptor |
|  |              |
|  | Itemirus     |
|  |              |

|  | Adasaurus |
|  |           |
|  | Tsaagan   |
|  |           |

|  | Dromaeosaurus |
|  |               |
|  | Utahraptor    |
|  |               |
|  | Achillobator  |
|  |               |

|  | Velociraptor |
|  |              |
|  | Itemirus     |
|  |              |

|  | Adasaurus |
|  |           |
|  | Tsaagan   |
|  |           |

|  | Velociraptor |
|  |              |
|  | Itemirus     |
|  |              |

|  | Adasaurus |
|  |           |
|  | Tsaagan   |
|  |           |

|  | Dromaeosaurus |
|  |               |
|  | Utahraptor    |
|  |               |
|  | Achillobator  |
|  |               |

|  | Velociraptor |
|  |              |
|  | Itemirus     |
|  |              |

|  | Adasaurus |
|  |           |
|  | Tsaagan   |
|  |           |

|  | Velociraptor |
|  |              |
|  | Itemirus     |
|  |              |

|  | Adasaurus |
|  |           |
|  | Tsaagan   |
|  |           |

|  | Dromaeosaurus |
|  |               |
|  | Utahraptor    |
|  |               |
|  | Achillobator  |
|  |               |

## Paleobiologia

### Comportamento predatório

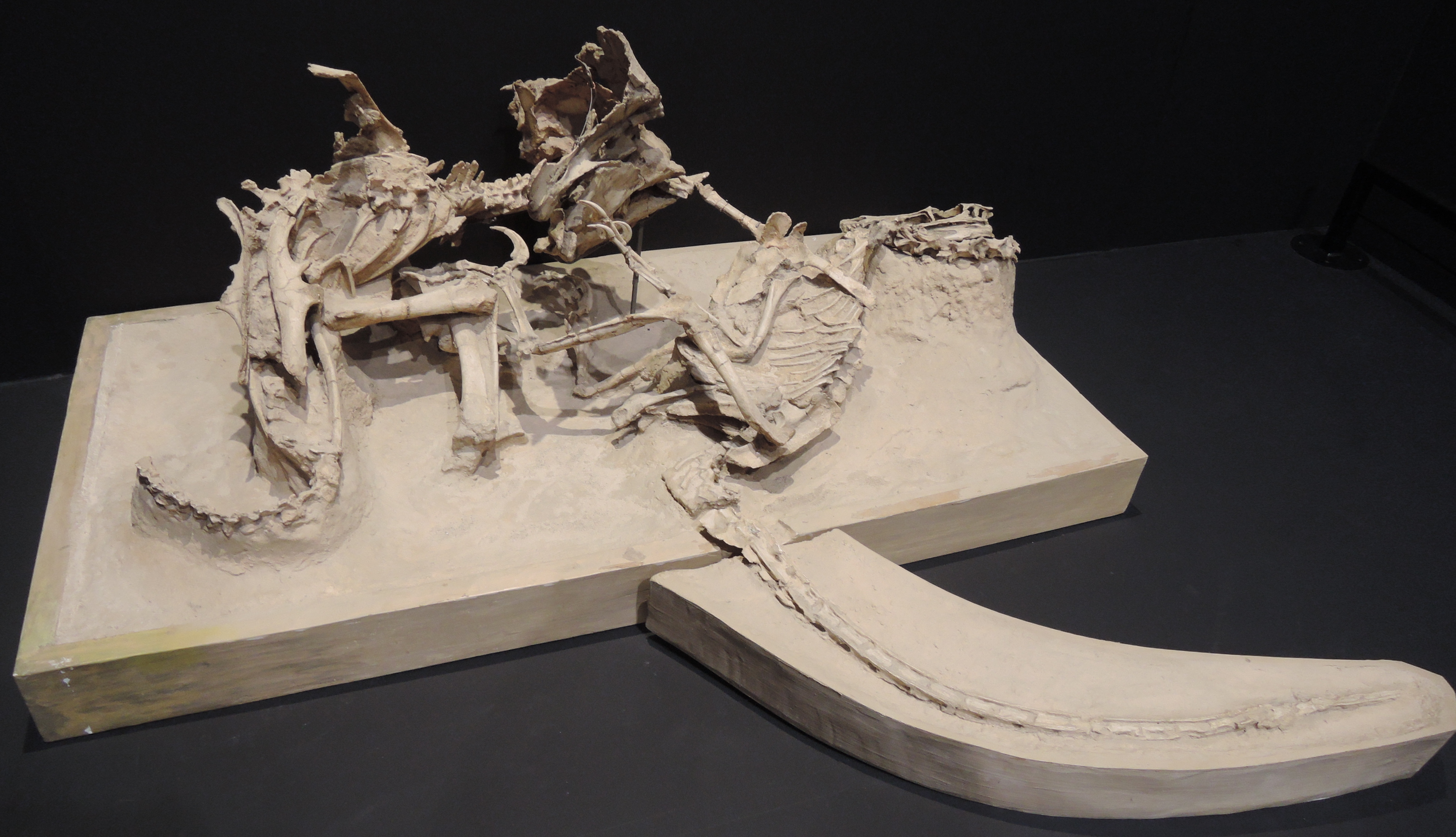
A "Luta de Dinossauros" entre V. mongoliensis e Protoceratops andrewsi.

A "Luta de Dinossauros", encontrado em 1971, preservou um Velociraptor mongoliensis e Protoceratops andrewsi durante um combate e fornece evidências diretas do comportamento predatório. Quando originalmente relatado, foi levantado a hipótese de que os dois animais se afogaram. No entanto, como os animais foram preservados em antigos depósitos de areia de dunas, pensavam que os animais tinham sido enterrados na areia, seja por uma duna em colapso ou por uma tempestade de areia. O sepultamento deve ter sido extremamente rápido, a julgar pelas poses realistas em que os animais foram preservados. Partes do Protoceratops estão faltando, o que foi visto como prova de alimentação por outros animais. As comparações entre os anéis esclerais do Velociraptor, Protoceratops e aves e répteis modernos indica que o Velociraptor pode ter sido noturno, enquanto o Protoceratops pode ter sido cathemeral, ativo durante todo o dia, durante curtos intervalos de tempo, o que sugere que a luta pode ter ocorrido no crepúsculo ou durante condições de baixa-luz.

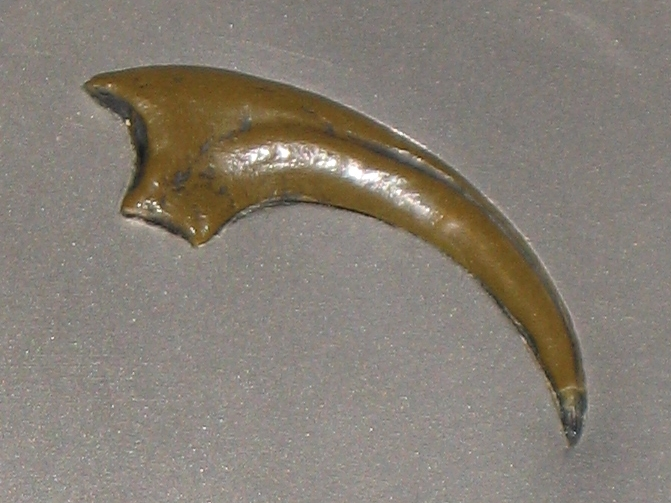
A garra em forma de foice.

A garra, no segundo dedo dos dromaeossaurídeos, tradicionalmente tem sido descrito como uma arma cortante; seu uso assumido ser para cortar e desmembrar presas. Isto sugere que o Velociraptor pode ter usado sua garra para perfurar regiões vitais da garganta, como a veia jugular, artéria carótida ou a traqueia, ao invés de cortar o abdômen. A borda interna da garra foi arredondada e não invulgarmente afiada, o que pode ter impedido qualquer tipo de corte ou ação, embora apenas o núcleo ósseo da garra seja conhecido. A espessura da parede abdominal de pele e músculos de grandes presas teriam sido difíceis para cortar sem uma superfície de corte especializada. A hipótese foi testada durante um documentário da BBC de 2005, The Truth About Killer Dinosaurs. Os produtores do programa criaram uma perna artificial de Velociraptor com uma garra e usaram uma barriga de porco para simular a presa. Embora a garra tenha penetrado na parede abdominal, foi incapaz de rasgá-la e abri-la, indicando que a garra não foi usada para desmembrar presas.
Restos de Deinonychus, um dromeossaurídeo intimamente relacionados, têm sido comumente encontrados em aglomerados de vários indivíduos. Deinonychus também foi encontrado em aglomerados com grandes herbívoros, Tenontosaurus, que tem sido vistos como prova de caça cooperativa. A única evidência sólida para o comportamento social entre dromaeossaurídeos vem de um rastro de pegadas fósseis encontrados na China, que mostrar seis indivíduos de uma grande espécie em movimento como um grupo, apesar de que nenhuma evidência de caça cooperativa tenha sido encontrada. Embora muitos fósseis isolados de Velociraptor tenham sido encontrados na Mongólia, nenhum foi intimamente associado com quaisquer outros indivíduos. Portanto, enquanto o Velociraptor seja comumente descrito como um caçador em bando, como em Jurassic Park, há apenas evidências fósseis limitadas para apoiar esta teoria para os dromaeossaurídeos em geral, e nenhum específico para o Velociraptor em si. A teoria caça em bando foi baseada em uma descoberta de vários espécimes de Deinonychus encontrados em torno dos restos de um Tenontosaurus. Nenhum outro grupo de dromaeossaurídeos foi encontrado em estreita associação.

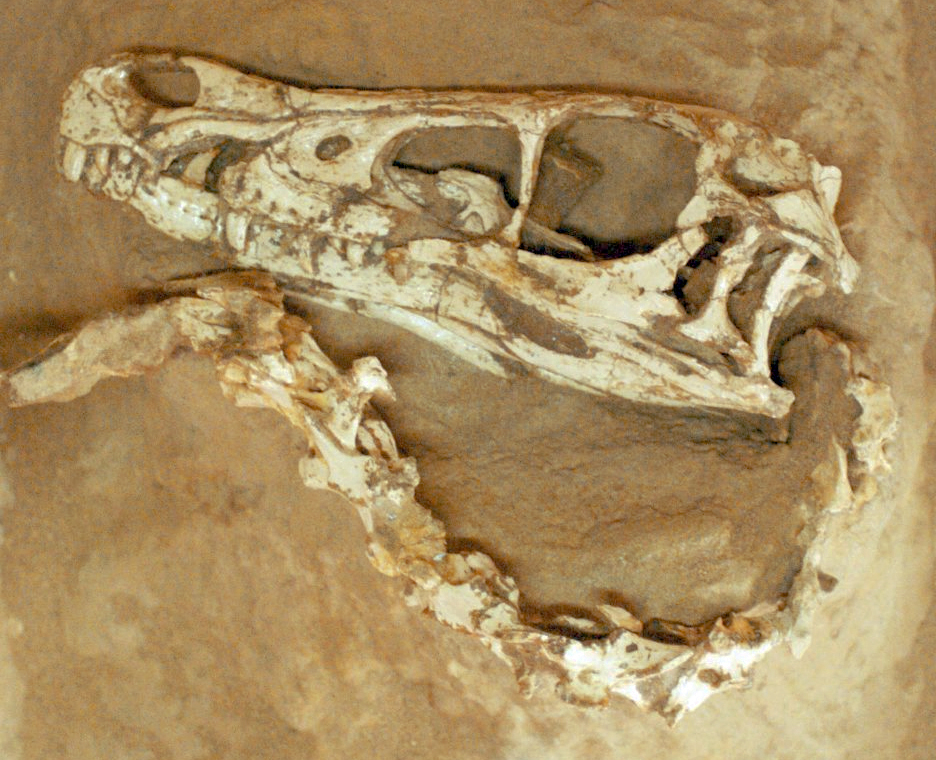
Crânio do Velocirraptor mongoliensis exemplar da "Luta de Dinossauros".

Em 2011, Denver Fowler e seus colegas sugeriram um novo método pelo qual os dromaeossaurídeos como o Velociraptor e dromaeossaurídeos semelhantes possam ter capturado e contido as presas. Este modelo, conhecido como o "contenção de presa" modelo (RPR) de predação, propõe que os dromaeossaurídeos matassem suas presas de uma forma muito semelhante às aves de rapina existentes da família Accipitridae: saltando sobre sua presa, prendendo-a sob seu peso corporal, e agarrando-a firmemente com as grandes garras em forma de foice. Como os accipitrídeos, os dromaeossaurídeos, então, começavam a se alimentar ao mesmo tempo com o animal ainda vivo, até que finalmente morre por perda de sangue e falência dos órgãos. Esta proposta baseia-se principalmente em comparações entre a morfologia e as proporções dos pés e das pernas dos dromaeossaurídeos a vários grupos de aves de rapina existentes com comportamentos predatórios conhecidos. Fowler verificou que os pés e as pernas dos dromaeossaurídeos mais se assemelham aos de águias e falcões, especialmente em termos de ter uma segunda garra alargada e uma alcance semelhante para captar o movimento. O curto tarsometatarso e a força dos pés, no entanto, teriam sido mais semelhante à das corujas. O método RPR de predação seria consistente com outros aspectos da anatomia morfologia do Velociraptor, como sua mandíbula e braços incomuns. Os braços, o que pode exercer muita força, mas provavelmente foram cobertos por penas longas, podem ter sido usados como estabilizadores para manter o equilíbrio enquanto estavam em cima de um animal lutando, junto com a cauda sendo usada como contrapeso. Fowler e colegas pensam que as mandíbulas podem ter sido relativamente fracas, teria sido útil para mordidas de movimento, como o dragão-de-komodo moderno, que também tem uma mordida fraca, ao fim de sua presa se os chutes não eram poderosos o suficiente. Estas adaptações predatórias que trabalham em conjunto também pode ter implicações para a origem do voo das aves nos paravianídeos.

### Comportamento de alimentação
Em 2010, Hone e colegas publicaram um artigo sobre a descoberta em 2008 de dentes de que eles acreditavam ser um Velociraptor perto de um osso maxilar marcado com dentes do que eles acreditavam ser de um Protoceratops na Formação Bayan Mandahu. Os autores concluíram que o achado representa a "fase final do consumo da carcaça por um Velociraptor", como o predador teria comido outras partes de um Protoceratops recém-morto antes de morder na região da mandíbula. A evidência foi vista como apoio à inferência a partir do fóssil "Luta de Dinossauros" que o Protoceratops fazia parte da dieta do Velociraptor. Em 2012, Hone e seus colegas publicaram um artigo que descreve um espécime de Velociraptor com um osso longo de um pterossauro azhdarchídeo em seu intestino. Isso foi interpretado como mostrando como era o comportamento de alimentação.

### Metabolismo

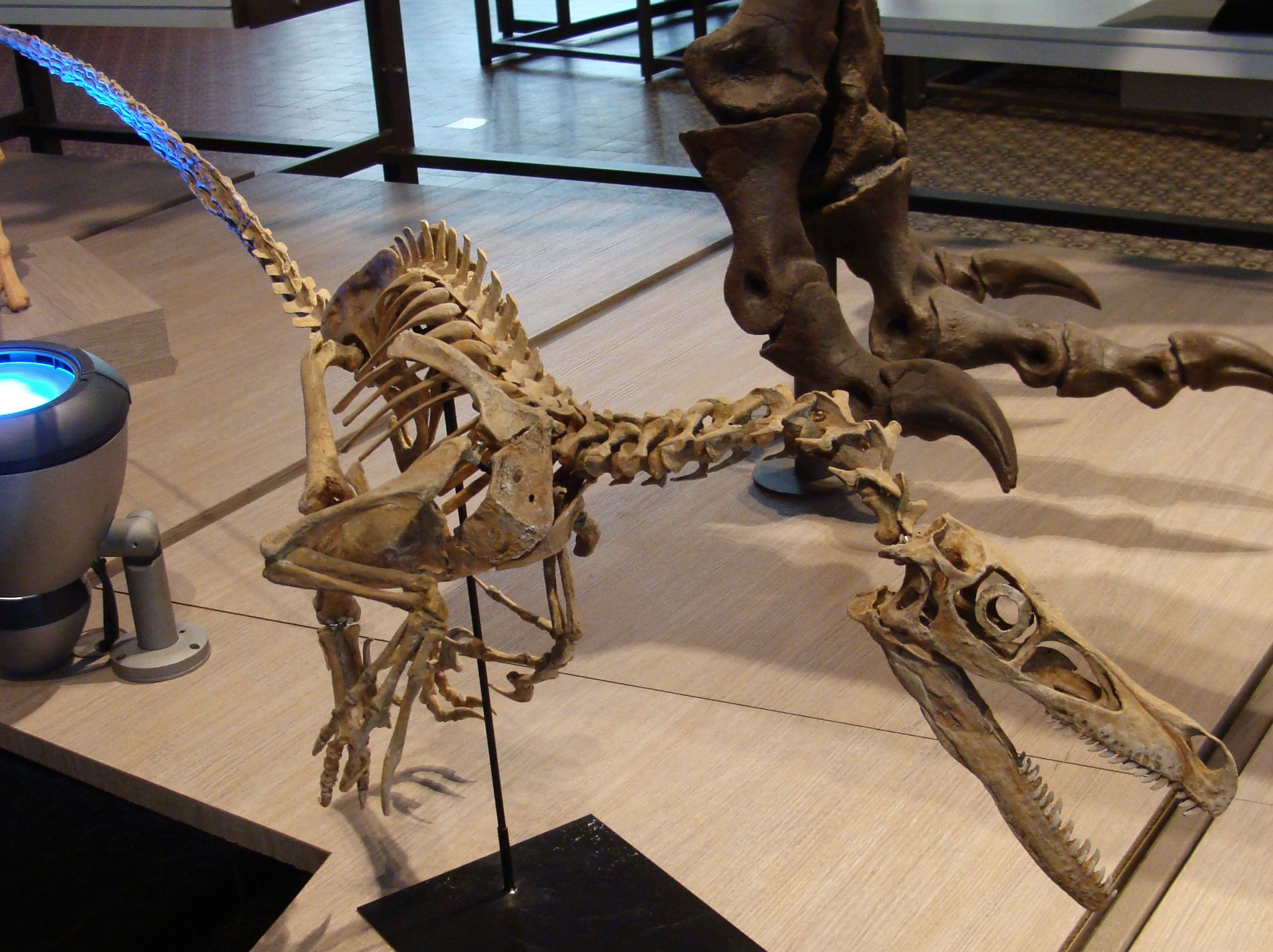
Esqueleto em exposição no Museu voor Natuurwetenschappen, Bruxelas.

Velociraptor era de sangue quente, em certa medida, uma vez que exigia uma quantidade significativa de energia para caçar. Animais modernos que possuem revestimentos de penas ou são peludos, como o Velociraptor era, tendem a ser de sangue quente, uma vez que estes revestimentos funcionam como isolamento. No entanto, as taxas de crescimento ósseo nos dromaeossaurídeos e algumas aves jovens sugerem um metabolismo mais moderado, em comparação com a maioria dos modernos mamíferos e pássaros de sangue quente. O kiwi é semelhante aos dromaeossaurídeos na anatomia, tipo de pena, estrutura óssea e até mesmo a anatomia estreita das passagens nasais (geralmente um indicador-chave do metabolismo). O kiwi é uma ave que não voa e é muito ativa, com a temperatura do corpo estável e uma relativamente baixa taxa metabólica de repouso, tornando-se um bom modelo para o metabolismo das aves primitivas e dos dromaeossaurídeos.

### Patologia
Um crânio de Velociratoptor mongoliensis tem duas fileiras paralelas de pequenas perfurações que correspondem ao espaçamento e tamanho dos dentes do Velociraptor. Os cientistas acreditam que é um ferimento que foi, provavelmente, causado por outro Velociraptor durante uma luta. Além disso, porque o fóssil não mostra nenhum sinal de cura perto das mordidas, a lesão provavelmente o matou. Outro espécime, encontrado com os ossos de um pterossauro azhdarchídeo dentro da cavidade do estômago, estava curado ou se recuperando de uma lesão sofrida nas costelas. Da evidência sobre os ossos de pterossauro, que eram desprovidos de corrosão ou deformações de digestão, o Velociraptor morreu pouco depois, possivelmente a partir da lesão anterior.

## Na cultura popular

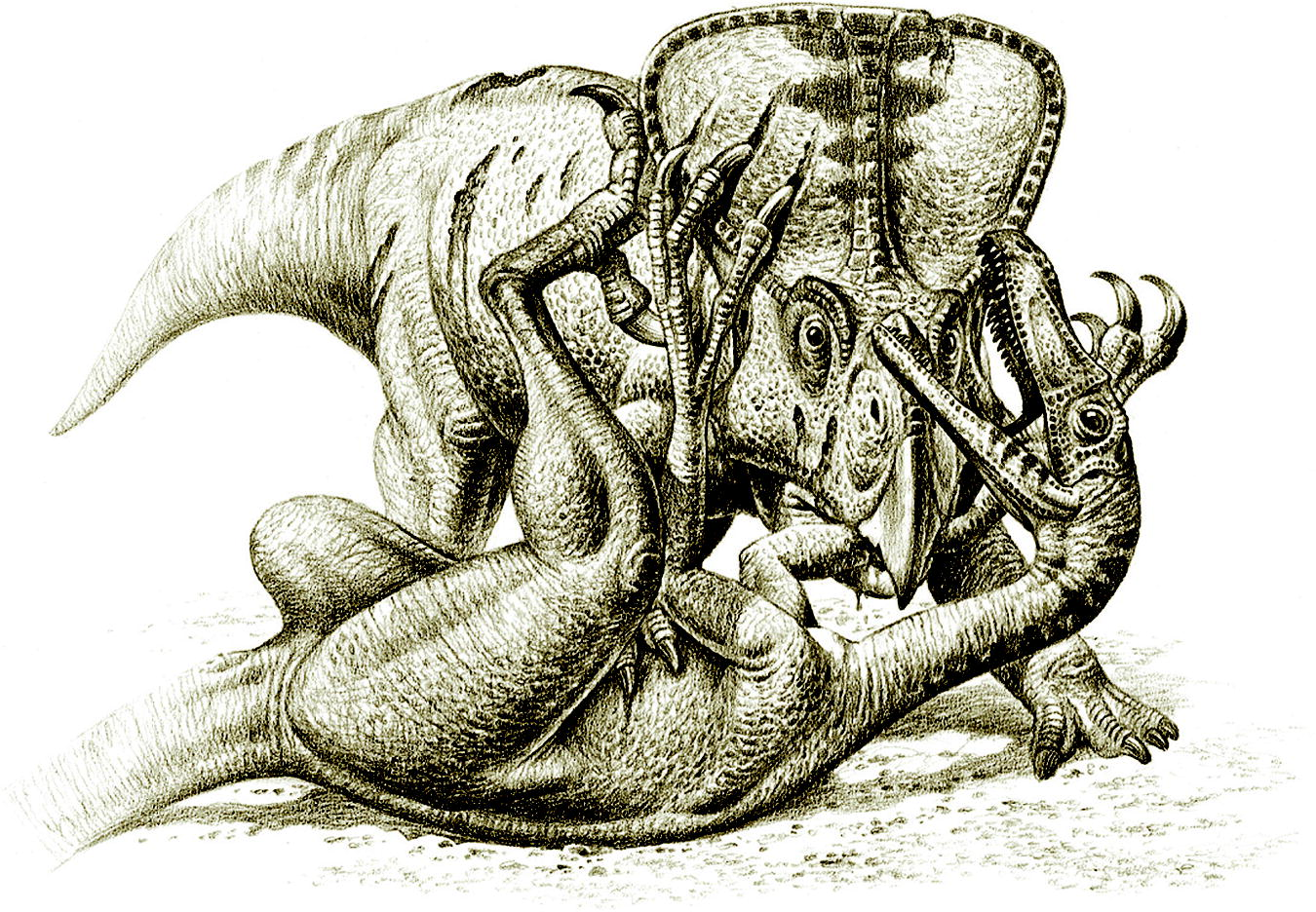
Ilustração de 2003 de Raúl Martín mostrando um Velociraptor sem penas. A criatura continua a ser mostrada desta forma ultrapassada em muitas imagens populares.

Velociraptor são bem conhecidos por seu papel como assassinos cruéis e astutos, graças à sua interpretação no livro Jurassic Park de 1990 escrito por Michael Crichton e sua adaptação para o cinema de 1993, dirigido por Steven Spielberg. Os "raptores" retratados em Jurassic Park foram modeladas após um coelurosaurídeo, Deinonychus, que tinha sido nomeado na época pelo Gregory S. Paul como Velociraptor antirrhopus. Os paleontólogos tanto no livro e no filme escavam um esqueleto de Velociraptor em Montana, perto da Cordilheira da Ásia Central, mas as características são de um Deinonychus. O personagem do livro de Crichton também afirma que "...Deinonychus é agora considerado um Velociraptor", o que sugere que Crichton usou a taxonomia de Paul, embora os "raptores" do livro são conhecidos como V. mongoliensis.

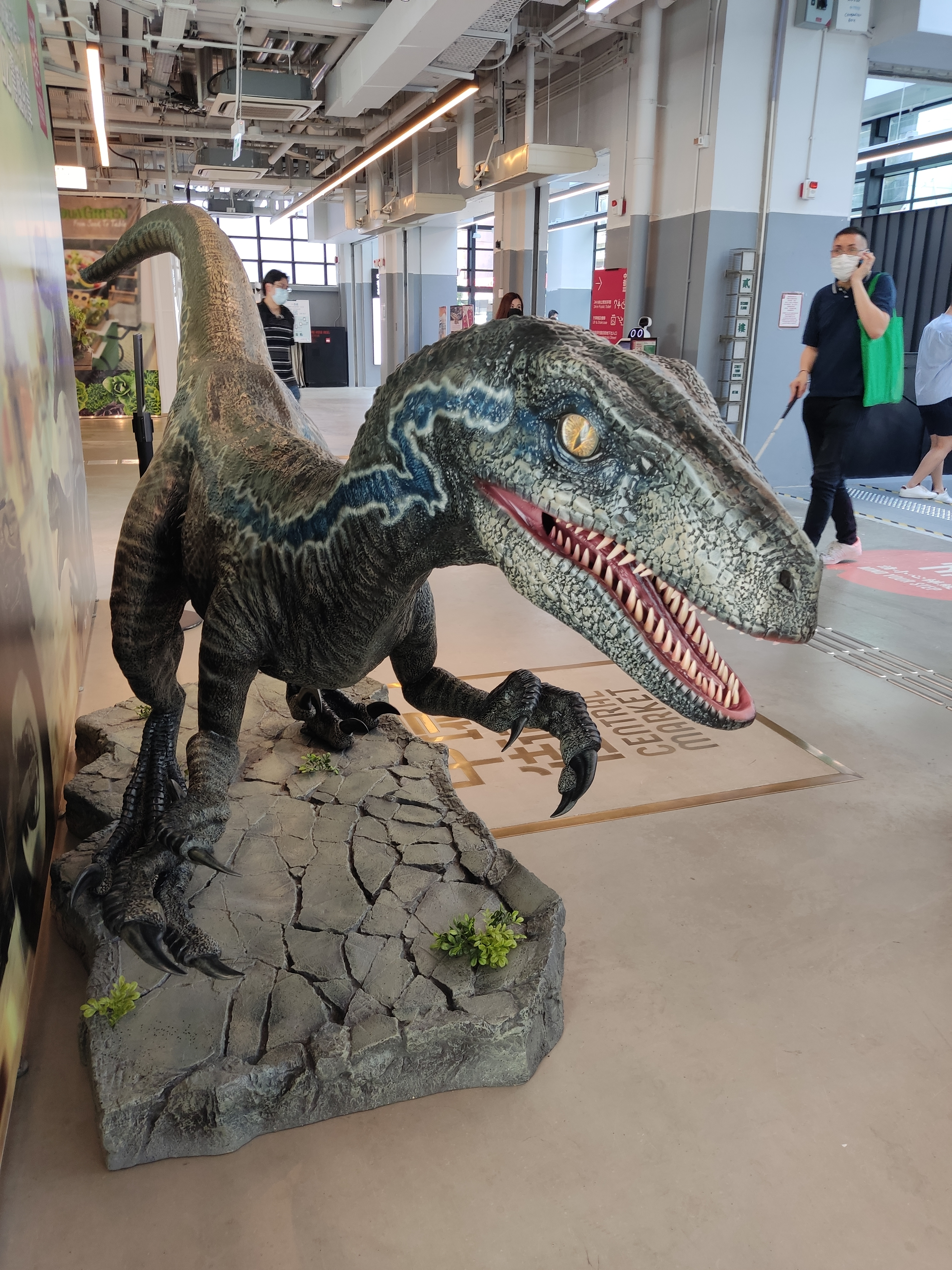
Um modelo de velociraptor visto no filme Jurassic World.

Os cineastas aumentaram consideravelmente o tamanho do Velociraptor e mudaram a forma do focinho para proporções mais características do Deinonychus. O Velociraptor da vida real, como muitos outros terópodes maniraptores, eram cobertos de penas. Como Jurassic Park e The Lost World: Jurassic Park, foram lançados antes dessa descoberta, então as criaturas, em ambos os filmes são retratados como sem penas com escalas na forma de répteis modernos. No Jurassic Park III o Velociraptor macho foi dado estruturas de penas ao longo da parte de trás da cabeça e pescoço. Enquanto isso foi tão longe como efeitos CGI considerados realistas (penas permaneciam difícil para animar na época), as estruturas não parecem com as penas para baixo como nos dromaeossaurídeos da vida real ou as penas do braço totalmente desenvolvidos, semelhante às penas das asas modernas.
Embora relativamente desconhecido antes do lançamento de Jurassic Park de Crichton, o Velociraptor se tornou um representante familiar de dinossauros na cultura popular após o lançamento do livro e dos filmes. Hoje a criatura e seus parentes são encontrados em inúmeras linhas de brinquedos, filmes de animação, videogames, séries de televisão e documentários. Em 1995, a cidade de Toronto nomeou a sua nova equipe de NBA de Toronto Raptors.